# Iván Malkovich
Iván Antónovich Malkovich (en ucraniano: Іван Антонович Малкович; Nyzhnii Bereziv, Ivano-Frankivsk, 10 de mayo de 1961) es un  poeta y editor ucraniano, dueño de la editorial "A-BA-BA-HA-LA-MA-HA" de literatura y poesía ucranianas, que ha ganado varios premios de la industria.

## Biografía
Después de graduarse como violinista en la Facultad de Música de Ivano-Frankivsk, continuó sus estudios en la Universidad de Kiev en 1978, centrándose en filología ucraniana. Durante este tiempo, estableció una relación con el poeta Dmitro Pavlichko, quien lo apoyó y lo guio en su desarrollo profesional.
Malkovich estuvo estrechamente vinculado a la primera colaboración empresarial entre Canadá y Ucrania, denominada Kobza, y contribuyó activamente en la fundación del festival de música contemporánea Chervona Ruta, llevado a cabo en Chernivtsi en 1989.

## Carrera
Malkovich publicó 6 colecciones de sus propios versos:
- "Piedra Blanca" («Білий камінь» 1984)
- "La llave" («Ключ» 1988)
- "Poemas" («Вірші» (1992)
- "Un ángel en mi hombro" («Із янголом на плечі» 1997)
- "Poemas de invierno" («Вірші на зиму» (2006)
- "Todo lo que está cerca" («Все поруч» (2010)